# 韦宏添
韦宏添（1965年7月—），男，广西钦州人，中华人民共和国外交官，曾任中华人民共和国驻索马里联邦共和国特命全权大使和中华人民共和国驻格林纳达特命全权大使。

## 生平
1991年，韦宏添调入中华人民共和国外交部工作。2006年，任驻肯尼亚大使馆参赞。2010年，任驻埃塞俄比亚大使馆政务参赞、首席馆员。2014年7月，出任中华人民共和国驻索马里大使。2017年3月，自驻索马里大使离任。5月，挂职国家能源集团国际部副主任。2019年6月，任外交部边界与海洋事务司大使。2020年12月，出任中华人民共和国驻格林纳达大使。2025年7月，自驻格林纳达大使离任。